# رائد عيسى
رائد عيسى هو فنان تشكيلي فلسطيني ولد في غزة عام 1975، في عام 2000 حصل على دبلوم في الحاسوب، وهو عضو مؤسس لمجموعة التقاء للفن المعاصر في قطاع غزة، وعاش وعمل فيها. حصل على إقامة فنية في مدينة الفنون العالميّة في باريس، بدعم من مؤسسة التعاون، ومؤسسة عبد المحسن القطّان في رام الله، وعلى منحة وإقامة فنية في مدينة جنيف لعام ونصف في استوديوهات بلديّة جنيف، بترشيح ودعوة من البلدية. ودرس على يد الفنان السوري الألماني المقيم في برلين مروان قصاب باشي في الأكاديمية الصيفية، دارة الفنون مؤسسة خالد شومان في عمان.

## أسلوبه الفني
تتمثل موضوعاته بالجمالية الحديثة، والتعبيرية والتي تتجاوز أساليب الفن التشكيلي الفلسطيني التقليدي. يركز على السطوح الملونة والخطوط كحدود فاصلة بين عناصره الفنية، مع إضافة لمسات تراثية تحمل رموزاً واستعارات شكلية بسيطة. وتحتوي لوحاته على زخارف مستوحاة من اللباس الشعبي الفلسطيني والمهن التقليدية، وتتناول مواضيع الطبيعة الصامتة كالأواني والورود والنباتات. حيث يُبدي كثيراً من التمرد على الواقع المرير الذي يعيشه الشعب الفلسطيني، ويصرّ على استكمال مشواره الفني مهما حصل، إذ يقول: «فتدمير البيت والمرسم لن يسكتنا وسنبقى نقاوم بالريشة وننقل معاناتنا ومعاناة شعبنا عبر لوحات فنية أسمى من أفعال وإجرام الاحتلال».

## معارض
شارك رائد في عدة معارض، منها:
- معرض شهادات حية في جاليري التقاء في غزة عام 2019.[5]
- معرض ما وراء الحلم في جاليري بيت مريم في رام الله عام 2015.
- معرض أجساد في المركز الثقافي الفرنسي في غزة عام 2010.
- معرض الفجيعة في مؤسسة عبد المحسن القطان في رام الله عام 2002.
- معرض روح الأرض في مركز خليل السكاكيني في رام الله عام 2001.

## جوائز
حصل على العديد من الجوائز والمنح الفنية، منها:
- جائزة الامتياز الأولى في «مسابقة الفنّان الشابّ» الّتي تنظّمها مؤسّسة عبد المحسن القطّان في رام الله.
- حصل على إقامة فنّيّة في «مدينة الفنون العالميّة» في باريس، بدعم من «مؤسّسة التعاون»، و«مؤسّسة عبد المحسن القطّان» في رام الله.
- حصل على منحة وإقامة فنّيّة في مدينة جنيف لمدّة عام ونصف في استوديوهات بلديّة جنيف، بترشيح ودعوة من بلديّة جنيف.
- الجائزة الثالثة في مؤسسة دار الفنون في الأردن.